# Viskóc vára
Viskóc vára (horvátul: Stari grad Viškovci) egy várrom Horvátországban, a Pozsega-Szlavónia megyei Viškovci település határában.

## Fekvése
Viškovci falutól délre, a Pozsegai-hegység keleti részén, egy nyugatról keletre ereszkedő hegynyereg közepén, egy 364 méter magasságú, erdős magaslaton található.

## Története
A történetéről jóformán semmi sem tudható. Először 1400-ban említették meg, mint castrumot „Viskouch”  néven a pozsegamindszenti Verbovszki nemesi család tulajdonában. 

## A vár mai állapota
A vár a természet adta környezet miatt jól védhető helyen áll, csak a déli oldalon kellett árokkal elválasztani a terepszinttől. Ovális alaprajzú, nagyméretű erősség volt, melynek hosszanti oldala észak-déli irányban húzódott. Hosszanti tengelye mintegy 25, szélessége 15 méteres volt. Központi része a három méteres vastagságú falakkal rendelkező torony volt, mely a déli védőfalra támaszkodott. A torony ma is mintegy húsz méteres magasságban áll, csak a felső részén hiányzik az egykori külső burkolat. Az egykori várpalota és a lakórészek a nyugati oldalon találhatók. A védőfalak is aránylag jó állapotban állnak, láthatóan a közelben kitermelt kövekből épültek. Az építés késői fázisában az északi oldalra négyszögletes tornyot építettek az első emeleti részen mélyedéses ablakokkal. A vár jó állapota azzal lehet összefüggésben, hogy a főbb útvonalaktól távol esik, ezért a török nem rakott bele őrséget. Így megmenekült a felszabadító háborúk ostromaitól is. Építési körülményeiről semmilyen adat nem áll rendelkezésre. Építési stílusából következtetve építése a Raholca melletti Óvárral áll összefüggésben.